# Barthélemy Menn
Barthélemy Menn (født 20. maj 1815 i Genève, død 11. oktober 1893 sammesteds) var en schweizisk maler.
Menn studerede under Diday og Lugardon, i Paris under Ingres. Hans kunst viser under dens udvikling påvirkning lige fra Robert til Corot. I begyndelsen malede han mest historiebilleder, men hans betydning som kunstner ligger dog særlig på landskabsmaleriet — en redelig, sanddru kunst, sikker i tegningen — selv ernærede han sig som tegnelærer i Genève — men især værdifuld ved dens fine stemning, i øvrigt ikke synderlig kendt uden for snævre kredse, da den sjælden
bragtes frem på udstillinger.
Menns høje fordringer til kunsten bevirkede i øvrigt, at han ødelagde mange af sine billeder (et enkelt af hans arbejder ses i Rath-Museet i Genève). Hans betydning for den yngre kunstnerskole sættes meget højt – fra Corot har man denne udtalelse: Notre maître à tous c’est Menn, 'Vor mester er Menn'.
| - Værker af Barthélemy Menn - Guillaume Favre (en) (1770-1851), 1845 - Gård i Coinsins, kanton Vaud i Schweiz, ca. 1865 - Portræt af den schweiziske zoolog og palæontolog François Jules Pictet de la Rive (en) (1809-1872) - "Salon Corot" på Gruyères-slottet(en) - Bosættelse i et sommerligt landskab, ukendt dato Siedlung in sommerlicher Landschaft |

| - Riddersalen Salle des chevaliers (Fresko: 1852-62) - Portræt af violinisten Otto von Königslöw (de) (1824-98), ukendt dato - Et blik ind i skoven, ukendt dato Blick durch den Wald |